# Leo Schuster
Leo Schuster (* 8. Juli 1937 in Fürth) ist ein deutscher Wirtschaftswissenschaftler.

## Leben
Schuster studierte Wirtschaftswissenschaften an der Friedrich-Alexander-Universität Erlangen-Nürnberg, Ludwig-Maximilians-Universität München und der Universität Wien. In Erlangen-Nürnberg wurde er 1966 mit der Arbeit Zentralnotenbankpolitik und Bankenaufsicht in den EG-Ländern zum Dr. rer. pol. promoviert.
Schuster wurde 1971 Direktor des Instituts für Bankwirtschaft an der Schweizer Hochschule St. Gallen. 1975 habilitierte er sich an der Hochschule St. Gallen mit der Schrift Macht und Moral der Banken. 1990 wechselte er auf den Lehrstuhl für Allgemeine Betriebswirtschaftslehre, Finanzierung und Bankbetriebslehre an der neu gegründeten Katholischen Universität Eichstätt-Ingolstadt. Er war dort Dekan der wirtschaftswissenschaftlichen Fakultät von 1991 bis 1993. 2000 wurde er emeritiert.
Schuster war unter anderem als Berater der Commerzbank AG bei den Vereinten Nationen in New York tätig. Zudem ist er Mitglied in Verwaltungs- und Aufsichtsräten von Banken und Versicherungen (u. a. Nürnberger Versicherung) sowie in bankbetrieblichen Gremien in der Schweiz und in Deutschland.

## Wirken
Forschungsschwerpunkte liegen in einer gesellschaftsorientierten und verantwortungsbewussten Bankbetriebslehre sowie internationalen und interkulturellen Bezügen des Bankmanagements. Schuster ist Verfechter der katholischen Soziallehre.
Schuster publizierte zahlreiche Bücher und über 250 Aufsätze. Er ist Mitherausgeber verschiedener Zeitschriften. 
2003 wurde er vom Bayerischen Staatsminister für Wissenschaft, Forschung und Kunst, Hans Zehetmair, mit dem Bundesverdienstkreuz am Bande für sein Engagement um Lehre und Wissenschaft ausgezeichnet.

## Schriften
- Neues Investmentsparen, Poeschel 1968, zusammen mit Roland Gosebruch
- Macht und Moral der Banken, 1975, ISBN 3258026017
- Wirtschaftskriminalität und Banken, 1977, ISBN 3258026351
- Macht und Moral der internationalen Kapitalanleger, 1980, ISBN 3258029059
- Bankpolitik im Spiegel aktueller Themen, 1990, ISBN 3258041245
- Erfolgsfaktoren des Bankgeschäfts, Gabler 1990, ISBN 340914739X, zusammen mit Wilhelm Bühler, Rudolf Kemler
- Die soziale Dimension der Unternehmung, Schmidt Berlin 1991, ISBN 3503032789, zusammen mit  Hans Corsten, Bernd Stauss
- Die Verantwortung der Banken bei der Geldwäsche, Pustet 1994, ISBN 3791714244
- Die Unternehmung im internationalen Wettbewerb, Schmidt Berlin 1998, ISBN 3503036792
- Bankführung in globalen und regionalen Umbruchsituationen, Schäffer-Poeschel Verlag 2000, ISBN 3791011499, zusammen mit Wilhelm Bühler, Detlef Hummel
- Shareholder Value Management in Banks, Palgrave 2000, ISBN 0312228422
- Die gesellschaftliche Verantwortung der Banken, Schmidt Berlin 2001, ISBN 3503043128
- Theorie und Politik der Banken im Wandel, C. H. Beck 2002, ISBN 3406413846
- Wege aus der Banken- und Börsenkrise ,  Springer Berlin 2004, ISBN 3540211063, zusammen mit Alex W. Widmer